# Ethan Espinoza
Ethan Mauricio Espinoza Martínez (n. Santiago, Chile; 17 de enero de 2001) es un futbolista chileno. Juega como mediocampista y su equipo actual es Santiago Wanderers de la Primera B de Chile.

## Trayectoria
Producto de las divisiones inferiores de Colo-Colo, debutó con el equipo profesional el 29 de septiembre de 2020, en partido válido por la Copa Libertadores de dicha temporada, en una derrota por 0:3 ante Peñarol en Montevideo.También, vio minutos en el encuentro por la permanencia en la división de honor ante Universidad de Concepción el 17 de febrero de 2021, que fue victoria alba por 1:0.
En marzo de 2021, fue cedido a Barnechea de la Primera B chilena. Tras una temporada, fue nuevamente cedido, esta vez a Arturo Fernández Vial de la división de plata del fútbol chileno. Para la temporada 2023, fue cedido a Deportes La Serena de la misma divisional.

## Estadísticas
| Club                          | Div.       | Temporada  | Liga  | Liga  | Copas nacionales | Copas nacionales | Torneos internacionales | Torneos internacionales | Total | Total |
| Club                          | Div.       | Temporada  | Part. | Goles | Part.            | Goles            | Part.                   | Goles                   | Part. | Goles |
| ----------------------------- | ---------- | ---------- | ----- | ----- | ---------------- | ---------------- | ----------------------- | ----------------------- | ----- | ----- |
| Colo-Colo · Chile             | 1.ª        | 2020       | 2     | 0     | —                | —                | 1                       | 0                       | 3     | 0     |
| Colo-Colo · Chile             | Total club | Total club | 2     | 0     | 0                | 0                | 1                       | 0                       | 3     | 0     |
| Barnechea · Chile             | 2.ª        | 2021       | 26    | 3     | 3                | 1                | —                       | —                       | 29    | 4     |
| Barnechea · Chile             | Total club | Total club | 26    | 3     | 3                | 1                | 0                       | 0                       | 29    | 4     |
| Arturo Fernández Vial · Chile | 2.ª        | 2022       | 29    | 2     | 3                | 0                | —                       | —                       | 32    | 2     |
| Arturo Fernández Vial · Chile | Total club | Total club | 29    | 2     | 3                | 0                | 0                       | 0                       | 32    | 2     |
| Deportes La Serena · Chile    | 2.ª        | 2023       | 22    | 1     | 1                | 0                | —                       | —                       | 23    | 1     |
| Deportes La Serena · Chile    | 2.ª        | 2024       | 23    | 2     | 1                | 0                | —                       | —                       | 24    | 2     |
| Deportes La Serena · Chile    | Total club | Total club | 45    | 3     | 2                | 0                | 0                       | 0                       | 47    | 3     |
| Total club                    | Total club | Total club | 102   | 8     | 8                | 1                | 1                       | 0                       | 110   | 9     |
| 1. 2. 3.                      |            |            |       |       |                  |                  |                         |                         |       |       |

## Palmarés

### Campeonatos nacionales
| Título    | Club               | País  | Año  |
| --------- | ------------------ | ----- | ---- |
| Primera B | Deportes La Serena | Chile | 2024 |